# Мина, Ричард
Ричард Александр Мина Кайседо (исп. Richard Alexander Mina Caicedo; род. 22 июля 1999, Гуаякиль) — эквадорский футболист, защитник клуба ЛДУ Кито.

## Клубная карьера
Мина — воспитанник клуба «Эль Насьональ». В 2018 году Ричард подписал контракт с «Текнико Университарио». 16 июня в матче против ЛДУ Кито он дебютировал в эквадорской Лиге Про. В начале 2019 года Мина перешёл в «Аукас». 30 марта в поединке против «Депортиво Куэнка» он дебютировал за новую команду. 23 августа 2020 года в поединке против ЛДУ Кито Ричард забил свой первый гол за «Аукас». В 2022 году он помог клубу выиграть чемпионат.
В начале 2023 года Мина перешёл в ЛДУ Кито. 

## Международная карьера
В 2019 году Мина в составе молодёжной сборной Эквадора стал победителем юношеского чемпионата Южной Америки в Чили. На турнире он сыграл в матчах против команд Колумбии, Венесуэлы, Бразилии, Уругвая и Аргентины.
В том же году в Мина принял участие в молодёжном чемпионате мира в Польше. На турнире он сыграл в матчах против команд Японии, Мексики и Италии. В поединке против итальянцев Ричард забил гол.

## Достижения
Клубные
 «Аукас»
- Победитель эквадорской Лиги-про — 2022

Международные
 Эквадор (до 20)
- Победитель молодёжного чемпионата Южной Америки: 2019